# Negrele aventuri ale lui Billy și Mandy
Negrele aventuri ale lui Billy și Mandy (engleză The Grim Adventures of Billy & Mandy) este un serial de animație american creat de Maxwell Atoms pentru Cartoon Network. Serialul urmărește pe Billy, un băiat idiot și nepăsător, și Mandy, o fată cinică și fără remușcări, care, după ce a câștigat un joc de limbo să salveze animăluțul hamster al lui Billy, obține pe Negri, Spintecătorul Negru, ca cel mai bun prieten veșnic al lor. Negri, care este reticent în a servi pe cei doi copii, are acces la obiecte supranaturale, vrăji și alte abilități care deseori conduc la Billy și Mandy interacționând cu medii, personaje și situații din altă lume.
Billy și Mandy a început ca un segment din Grim & Evil, din care i-a fost un spin-off, alături de serialul soră Răul cu Carne, pe 24 august 2001. Deși episoadele din 2003–2004 au fost produse pentru Grim & Evil, s-au difuzat ca un serial separat din 13 iunie 2003 până pe 9 noiembrie 2007, pe Cartoon Network. În 2007, două filme de televiziune au fost difuzate, intitulate respectiv Aventurile lui Billy și Mandy cu Bau-Bau și Billy și Mandy: Mânia reginei păianjenilor. Un special crossover cu serialul coleg Nume de Cod: Clanul Nebunaticilor de Alături intitulat "Negrele aventuri ale Clanului Nebunaticilor de Alături", a fost difuzat pe 11 noiembrie 2007. Finalul serialului, un film de televiziune intitulat Underfist: Halloween Bash, care a fost plănuit să servească ca un episod pilot pentru un nou serial spin-off, a fost difuzat pe 12 octombrie 2008.
În timpul difuzării sale, serialul a câștigat două Premii Emmy și un Premiu Annie, cu nominații pentru încă un Premiu Emmy, trei Premii Golden Reel și încă două Premii Annie. Serialul a avut parte și de un joc video și o mulțime de mărfuri licențiate.
Pe 28 august 2023, serialul a început să fie redifuzat în blocul de programe "Checkered Past" de pe Adult Swim.
În România serialul a avut premiera în toamna 2002, pe Cartoon Network.

## Premisă
Billy și Mandy sunt doi copii din orașul Endsville. Într-o zi, când aceștia sărbătoreau a zecea aniversare a hamsterului lui Billy, apare Negri (o personificare a Morții). Acesta voia să îi ia viața hamsterului, dar spre uimirea lui, Billy și Mandy nu s-au speriat de el. Mandy refuză să îi dea hamsterul lui Grim și propune să joace un joc pentru sufletul lui (ca și în filmul clasic The Seventh Seal). Dacă Grim câștiga primea hamsterul și putea să-i ia inima; dacă pierdea trebuia să fie prietenul copiilor pentru eternitate, ceea ce s-a și întâmplat.
Acum, Negri este ținut pentru eternitate să păzească pe Billy și Mandy și să treacă cu ei prin toate întâmplările.

## Personaje
- Billy este genul de băiat care e fericit oriunde s-ar afla. E un puști hiperactiv și curios care-și bagă nasul peste tot, dar din păcate, de multe ori, fără să mai reușească să și-l și scoată!
- Mandy este cea mai bună prietenă a lui Billy. Plină de mânie și cruzime, ea obține tot timpul ceea ce-și dorește doar prin forța voinței sale, chiar și propriilor ei părinți fiindu-le teamă de ea.
- Negri (engleză Grim) este un individ distins, scheletic, cu un accent de Caraibe în voce. Slujba lui anterioară era să adune și să ducă spiritele în lumea de dincolo. Acum trebuie să fie bun prieten cu Billy și Mandy.
- Irwin este cel mai bun prieten al lui Billy.De asemenea,el este îndrãgostit de Mandy si ar face orice ca sã o cucereascã.In plus,are o urmã de rãutate neagrã in sânge,cum s-a spus in episodul ,,Foc la inimã.
- Sperg este bătăușul care se ia mai mult de Billy.
- Nergal este dusmanul de moarte al lui Billy si al lui Mandy care locuieste în centrul pamantului.Prima lui aparitie a fost in episodul Inamicul e un amic cu-i in fata. În episodul Dragoste de-a-ndoaselea, acesta s-a casatorit cu mătușa lui Billy.
- Nergal Jr. este fiul lui Nergal si vărul lui Billy. Prima lui apariție a fost in episodul Fiul lui Nergal. El poate să-și schimbe forma.
- Eris este zeita haosului. Prima ei aparitie a fost în episodul Zeu contra om.
- Hoss Delgado este un vânător de monstri. El are o mână robotică pe care o folosește în luptele cu monștri și poate să o inlocuiască cu orice armă. Prima lui apariție a fost în episodul Hoss Delgado Fanto Exterminator.

## Episoade
| Premiera originală | N/o | Titlu în română                                        | Titlu în engleză                               | Act vicios de la Mandy                                                      |  |
| ------------------ | --- | ------------------------------------------------------ | ---------------------------------------------- | --------------------------------------------------------------------------- |  |
|                    |     |                                                        |                                                |                                                                             |  |
| SEZONUL 1          |     |                                                        |                                                |                                                                             |  |
|                    |     |                                                        |                                                |                                                                             |  |
| 1A                 |     |                                                        |                                                |                                                                             |  |
|                    |     |                                                        |                                                |                                                                             |  |
| 09.06.2000         | 01  | Billy și Mandy fac cunoștință cu spintecătorul negru   | Meet The Reaper                                | Trișat                                                                      |  |
| 24.08.2001         | 01  | Schelete din rezervorul de apă                         | Skeletons In The Water Closet                  |                                                                             |  |
| 31.08.2001         | 01  | Ziua opusurilor                                        | Opposite Day                                   | niciunul                                                                    |  |
|                    |     |                                                        |                                                |                                                                             |  |
| 31.08.2001         | 02  | Mai cu viață                                           | Look Alive!                                    |                                                                             |  |
| 07.09.2001         | 02  | Dilema mortală                                         | Mortal Dilemma                                 |                                                                             |  |
| 07.09.2001         | 02  | Ieși din capul meu                                     | Get Out of My Head                             |                                                                             |  |
|                    |     |                                                        |                                                |                                                                             |  |
| 05.10.2001         | 03  | Inamicul e un amic cu „I” în față                      | Fiend Is Like Friend Without The „R”           | niciunul                                                                    |  |
| 12.10.2001         | 03  | Rețeta dezastrului                                     | Recipe For Disaster                            | niciunul                                                                    |  |
| 19.10.2001         | 03  | O dorință prostească                                   | A Dumb Wish                                    | Sfârșitul omenirii                                                          |  |
|                    |     |                                                        |                                                |                                                                             |  |
| 19.07.2002         | 04  | Negri contra mamei                                     | Grim Vs. Mom                                   | Răutate (cruzime cu copiii)                                                 |  |
| 19.07.2002         | 04  | Are gust de pui                                        | Tastes Like Chicken                            | Canibalism                                                                  |  |
| 26.07.2002         | 04  | Negri sau Gregory?                                     | Grim Or Gregory?                               | niciunul                                                                    |  |
|                    |     |                                                        |                                                |                                                                             |  |
| 26.08.2002         | 05  | Ceva stupid se îndreapta încoace                       | Something Stupid This Way Comes                | niciunul                                                                    |  |
| 02.08.2002         | 05  | O surpriză neagră                                      | A Grim Surprise                                | Răutate                                                                     |  |
| 02.08.2002         | 05  | Bestii și barbari                                      | Beasts & Barbarians                            | Furt                                                                        |  |
|                    |     |                                                        |                                                |                                                                             |  |
| 09.08.2002         | 06  | Hoss Delgado: Fanto Exterminator                       | Hoss Delgado: Spectral Exterminator            | niciunul                                                                    |  |
| 09.10.2002         | 06  | Zeu contra om                                          | To Eris Human                                  | niciunul                                                                    |  |
| 04.10.2002         | 06  | Protuberanța lui Billy                                 | Billy's Growth Spurt                           | Abandonare ilegală                                                          |  |
|                    |     |                                                        |                                                |                                                                             |  |
| 04.10.2002         | 07  | Billy și bătăușul                                      | Billy & The Bully                              | Intimidare                                                                  |  |
| 11.10.2002         | 07  | Buba mare în beciul Lui Billy                          | Big Trouble In Billy’s Basement                | niciunul                                                                    |  |
| 11.10.2002         | 07  | Gâdilă-mă Mandy                                        | Tickle Me Mandy                                | niciunul                                                                    |  |
|                    |     |                                                        |                                                |                                                                             |  |
| 18.10.2002         | 08  | Leagănul ororilor                                      | Little Rock Of Horror                          | niciunul                                                                    |  |
| 18.10.2002         | 08  | Plăcinta care m-a iubit                                | Dream A Little Dream                           | Sclavie                                                                     |  |
|                    |     |                                                        |                                                |                                                                             |  |
| 1B                 |     |                                                        |                                                |                                                                             |  |
|                    |     |                                                        |                                                |                                                                             |  |
| 13.06.2003         | 09  | Școala de vrăjitorie a lui Toadblatt                   | Toadblatt’s School Of Sorcery                  | Sabotaj                                                                     |  |
| 13.06.2003         | 09  | Să-l educăm pe Negrișor                                | Educating Grim                                 | Tortură                                                                     |  |
| 13.06.2003         | 09  | Bătălie cu monștrii                                    | It’s Hokey Mon!                                | niciunul                                                                    |  |
|                    |     |                                                        |                                                |                                                                             |  |
| 20.06.2003         | 10  | Noaptea lui Negrișor cel viu                           | Night Of The Living Grim                       | niciunul                                                                    |  |
| 20.06.2003         | 10  | '                                                      | Brownievil, Part 1                             |                                                                             |  |
| 20.06.2003         | 10  | '                                                      | Brownievil, Part 2                             |                                                                             |  |
|                    |     |                                                        |                                                |                                                                             |  |
| 27.06.2003         | 11  | Nemiloasa Mandy                                        | Mandy The Merciless                            | Despotism                                                                   |  |
| 27.06.2003         | 11  | Să creem haos                                          | Creating Chaos                                 | niciunul                                                                    |  |
| 27.06.2003         | 11  | Un cuplu tare ciudat                                   | The Really Odd Couple                          | Amenințare                                                                  |  |
|                    |     |                                                        |                                                |                                                                             |  |
| 04.07.2003         | 12  | '                                                      | Who Killed Who?                                | niciunul                                                                    |  |
| 04.07.2003         | 12  | Lupii gemeni                                           | Tween Wolf                                     | Instigator de pierzanie                                                     |  |
|                    |     |                                                        |                                                |                                                                             |  |
| 11.07.2003         | 13  | Negrișor îndrăgostit                                   | Grim In Love                                   | niciunul                                                                    |  |
| 11.07.2003         | 13  | Strivit                                                | Crushed                                        | Răutate                                                                     |  |
| 11.07.2003         | 13  | Dragoste de-a-ndoaselea                                | Love Is EVOL Spelled Backwards                 | niciunul                                                                    |  |
|                    |     |                                                        |                                                |                                                                             |  |
| 18.07.2003         | 14  | Draguța târâtoare                                      | The Crawling Niceness                          | niciunul                                                                    |  |
| 18.07.2003         | 14  | Deșteaptă-te                                           | Smarten Up!                                    | niciunul                                                                    |  |
| 18.07.2003         | 14  | Spectacolul lui Negrișor                               | The Grim Show                                  | niciunul                                                                    |  |
|                    |     |                                                        |                                                |                                                                             |  |
| 25.07.2003         | 15  | Fiul lui Nergal                                        | Son Of Nergal                                  | niciunul                                                                    |  |
| 25.07.2003         | 15  | Sora Grim                                              | Sister Grim                                    | Instigator de pierzanie                                                     |  |
| 25.07.2003         | 15  | Go-Kart 3000!                                          | Go-Kart 3000!                                  | niciunul                                                                    |  |
|                    |     |                                                        |                                                |                                                                             |  |
| 01.08.2003         | 16  | Teroarea cavalerului negru                             | Terror Of The Black Knight                     | niciunul                                                                    |  |
| 01.08.2003         | 16  | Bătălia trupelor                                       | Battle Of The Bands                            | niciunul                                                                    |  |
|                    |     |                                                        |                                                |                                                                             |  |
| 01.08.2003         | 17  | Sălile timpului                                        | Halls Of Time                                  | Instigator de pierzanie                                                     |  |
| 15.08.2003         | 17  | Negru pentru o zi                                      | Grim For A Day                                 | Instigator de haos                                                          |  |
| 15.08.2003         | 17  | Chifteaua sacră                                        | Chicken Ball Z                                 | Amenințare                                                                  |  |
|                    |     |                                                        |                                                |                                                                             |  |
| 01.10.2003         | 18  | '                                                      | Billy And Mandy’s Jacked Up Halloween          | niciunul                                                                    |  |
|                    |     |                                                        |                                                |                                                                             |  |
| 22.10.2004         | 19  | '                                                      | Five O' Clock Shadows                          | Instigator de răutate                                                       |  |
|                    |     |                                                        |                                                |                                                                             |  |
| SEZONUL 2          |     |                                                        |                                                |                                                                             |  |
|                    |     |                                                        |                                                |                                                                             |  |
| 11.06.2004         | 20  | Tăticul păianjenului                                   | Spider’s Little Daddy                          | Distrugere de proprietate                                                   |  |
| 11.06.2004         | 20  | Tricicleta groazei                                     | Tricycle Of Terror                             |                                                                             |  |
|                    |     |                                                        |                                                |                                                                             |  |
| 18.06.2004         | 21  | '                                                      | Dumb Luck                                      | Tortură                                                                     |  |
| 18.06.2004         | 21  | '                                                      | Nobody Loves Grim                              | Niciunul                                                                    |  |
|                    |     |                                                        |                                                |                                                                             |  |
| 25.06.2004         | 22  | Micuțul cotlet                                         | Lil’ Porkchop                                  | niciunul                                                                    |  |
| 25.06.2004         | 22  | Însemnat pe viață                                      | Skarred For Life                               | Amenințare                                                                  |  |
|                    |     |                                                        |                                                |                                                                             |  |
| 02.07.2004         | 23  | Casa durerii                                           | The House Of Pain                              | Sclavie                                                                     |  |
| 02.07.2004         | 23  | O profeție sumbră                                      | A Grim Prophecy                                | Amenințare                                                                  |  |
| 02.07.2004         | 23  | Mandy mușcă un câine                                   | Mandy Bites A Dog                              | Instigator de pierzanie                                                     |  |
|                    |     |                                                        |                                                |                                                                             |  |
| 09.07.2004         | 24  | Povești din lumea de dincolo                           | Nursery Crimes                                 | niciunul                                                                    |  |
| 09.07.2004         | 24  | Trag cu ochiul                                         | My Peeps                                       | Antagonistul principal                                                      |  |
|                    |     |                                                        |                                                |                                                                             |  |
| 16.07.2004         | 25  | Nigel Planter si oala secretelor                       | Nigel Planter And The Chamber Pot Of Secrets   | Șantaj                                                                      |  |
| 16.07.2004         | 25  | Circul groazei                                         | Circus Of Fear                                 | niciunul                                                                    |  |
|                    |     |                                                        |                                                |                                                                             |  |
| 23.07.2004         | 26  | '                                                      | Bully Boogie                                   | niciunul                                                                    |  |
| 23.07.2004         | 26  | Vor fi pitici                                          | Here Thar Be Dwarves!                          | niciunul                                                                    |  |
|                    |     |                                                        |                                                |                                                                             |  |
| 30.07.2004         | 27  | Ce a fost mai întâi?                                   | Which Came First?                              | niciunul                                                                    |  |
| 30.07.2004         | 27  | Profesorul suplinitor                                  | Substitute Teacher                             | A țipat la cineva                                                           |  |
|                    |     |                                                        |                                                |                                                                             |  |
| 01.10.2004         | 28  | Super zero                                             | Super Zero                                     | niciunul                                                                    |  |
| 01.10.2004         | 28  | Dulce, lipicios                                        | Sickly Sweet                                   | Antagonistul principal                                                      |  |
|                    |     |                                                        |                                                |                                                                             |  |
| 08.10.2004         | 29  | Billy cu barbă                                         | Bearded Billy                                  | niciunul                                                                    |  |
| 08.10.2004         | 29  | Ce tupeu!                                              | The Nerve                                      | s-a dovedit în sfârșit care e motivul cruzimii acesteia                     |  |
|                    |     |                                                        |                                                |                                                                             |  |
| 15.10.2004         | 30  | Atacul clownilor                                       | Attack Of The Clowns                           | niciunul                                                                    |  |
| 15.10.2004         | 30  | Haos total                                             | Complete And Utter Chaos! (Billy Gets Dumber!) | Răutate                                                                     |  |
|                    |     |                                                        |                                                |                                                                             |  |
| 22.10.2004         | 31  | Testul timpului                                        | Test Of Time                                   | niciunul                                                                    |  |
| 22.10.2004         | 31  | Un șut în Asgard                                       | A Kick In The Asgard                           | niciunul                                                                    |  |
|                    |     |                                                        |                                                |                                                                             |  |
| 29.10.2004         | 32  | Ce s-o fi întâmplat cu Billy?                          | Whatever Happen To Billy Whatsisname?          | sclavie                                                                     |  |
| 29.10.2004         | 32  | '                                                      | Just The Two Of Pus                            | niciunul                                                                    |  |
|                    |     |                                                        |                                                |                                                                             |  |
| SEZONUL 3          |     |                                                        |                                                |                                                                             |  |
|                    |     |                                                        |                                                |                                                                             |  |
| 05.11.2004         | 33  | Marinarul de ciocolată                                 | Chocolate Sailor                               | Canibalism                                                                  |  |
| 05.11.2004         | 33  | Bunul, răul și știrbul                                 | The Good, The Bad And The Toothless            | s-a dovedit a fi ateu                                                       |  |
|                    |     |                                                        |                                                |                                                                             |  |
| 12.11.2004         | 34  | Asta-i mumia mea                                       | That’s My Mummy                                | niciunul                                                                    |  |
| 12.11.2004         | 34  | Jucăriile rămân jucării                                | Toys Will Be Toys                              | Antagonistul principal                                                      |  |
|                    |     |                                                        |                                                |                                                                             |  |
| 25.02.2005         | 35  | Clubul secret al șerpilor                              | The Secret Snake Club                          | niciunul                                                                    |  |
|                    |     |                                                        |                                                |                                                                             |  |
| 01.04.2005         | 36  | Nu e zombi, e mascota mea                              | He's Not Dead, He's My Mascot                  |                                                                             |  |
| 01.04.2005         | 36  | Părți sălbatice                                        | Hog Wild                                       |                                                                             |  |
|                    |     |                                                        |                                                |                                                                             |  |
| 08.04.2005         | 37  | Strigoii cu vești proaste                              | The Bad News Ghouls                            | Amenințare                                                                  |  |
| 08.04.2005         | 37  | Casa fără viitor                                       | The House Of No Tomorrow                       | niciunul                                                                    |  |
|                    |     |                                                        |                                                |                                                                             |  |
| 15.04.2005         | 38  | Ursulețul de pluși cel fericit                         | Happy Huggy Stuffy Bears                       | niciunul                                                                    |  |
| 15.04.2005         | 38  | Inelul decodor secret                                  | The Secret Decoder Ring                        | niciunul                                                                    |  |
|                    |     |                                                        |                                                |                                                                             |  |
| 03.06.2005         | 39  | Părți sălbatice                                        | Wild Parts                                     | Instigator de haos                                                          |  |
| 03.06.2005         | 39  | Problema Cu Billy                                      | The Problem With Billy                         | niciunul                                                                    |  |
|                    |     |                                                        |                                                |                                                                             |  |
| 10.06.2005         | 40  | '                                                      | Wishbones                                      | Șantaj                                                                      |  |
|                    |     |                                                        |                                                |                                                                             |  |
| 17.06.2005         | 41  | Potaia viselor                                         | Dream Mutt                                     | Antagonistul principal                                                      |  |
| 17.06.2005         | 41  | Coasă de vânzare                                       | Scythe For Sale                                | niciunul                                                                    |  |
|                    |     |                                                        |                                                |                                                                             |  |
| 24.06.2005         | 42  | '                                                      | Jeffy’s Web                                    | niciunul                                                                    |  |
| 24.06.2005         | 42  | '                                                      | Irwin Gets A Clue                              | niciunul                                                                    |  |
|                    |     |                                                        |                                                |                                                                             |  |
| 24.06.2005         | 43  | Rața!                                                  | Duck!                                          | niciunul                                                                    |  |
| 24.06.2005         | 43  | Nu ești Chupacabra că mă vezi                          | Aren’t You Chupacabra to See Me?               | Antagonistul principal                                                      |  |
|                    |     |                                                        |                                                |                                                                             |  |
| 27.06.2005         | 44  | Trage fermoarul                                        | Zip Your Fly!                                  | Răutate                                                                     |  |
| 27.06.2005         | 44  | Tamișul săltăreț                                       | Puddle Jumping                                 | niciunul                                                                    |  |
|                    |     |                                                        |                                                |                                                                             |  |
| 28.06.2005         | 45  | Pantalonii fugari                                      | Runaway Pants                                  | Antagonistul principal                                                      |  |
| 28.06.2005         | 45  | Coasa 2.0                                              | Scythe 2.0                                     | Sclavie                                                                     |  |
|                    |     |                                                        |                                                |                                                                             |  |
| SEZONUL 4          |     |                                                        |                                                |                                                                             |  |
|                    |     |                                                        |                                                |                                                                             |  |
| 29.06.2005         | 46  | Pasărea de foc                                         | The Firebird Sweet                             | niciunul                                                                    |  |
| 29.06.2005         | 46  | Balonul lui Billy                                      | The Bubble With Billy                          | Obsedat de control                                                          |  |
|                    |     |                                                        |                                                |                                                                             |  |
| 30.06.2005         | 47  | Billy idiotul                                          | Billy Idiot                                    | niciunul                                                                    |  |
| 30.06.2005         | 47  | Casa străbuniilor                                      | Home Of The Ancients                           | niciunul                                                                    |  |
|                    |     |                                                        |                                                |                                                                             |  |
| 29.07.2005         | 48  | Draga mea Mandy                                        | My Fair Mandy                                  | Devierea spațiului și timpului/realității                                   |  |
|                    |     |                                                        |                                                |                                                                             |  |
| 05.08.2005         | 49  | Un invocator nebun                                     | One Crazy Summoner                             | niciunul                                                                    |  |
| 05.08.2005         | 49  | Ghici cine vine la cină?                               | Guess What’s Coming To Dinner?                 | niciunul                                                                    |  |
|                    |     |                                                        |                                                |                                                                             |  |
| 12.08.2005         | 50  | Mămica cea groaznică                                   | Mommie Fiercest                                | Obsedat de control                                                          |  |
| 12.08.2005         | 50  | Copacul hoțoman                                        | The Taking Tree                                | niciunul                                                                    |  |
|                    |     |                                                        |                                                |                                                                             |  |
| 07.10.2005         | 51  | '                                                      | Reap Walking                                   | niciunul                                                                    |  |
| 07.10.2005         | 51  | Ratatul din centrul Pământului                         | The Loser From The Earth’s Core                | niciunul                                                                    |  |
|                    |     |                                                        |                                                |                                                                             |  |
| 14.10.2005         | 52  | '                                                      | Ecto Cooler                                    | Previzibil: Spiritele sale interioare sunt dictatori.                       |  |
| 14.10.2005         | 52  | Ștrumfii                                               | Schlubs                                        | A scăpat basma curată                                                       |  |
|                    |     |                                                        |                                                |                                                                             |  |
| 21.10.2005         | 53  | '                                                      | Prank Call Of Cthulhu                          | niciunul                                                                    |  |
|                    |     |                                                        |                                                |                                                                             |  |
| SEZONUL 5          |     |                                                        |                                                |                                                                             |  |
|                    |     |                                                        |                                                |                                                                             |  |
| 06.01.2006         | 54  | '                                                      | Billy Ocean                                    | niciunul                                                                    |  |
| 06.01.2006         | 54  |                                                        | Hill Billy                                     | Instigator de pierzanie                                                     |  |
|                    |     |                                                        |                                                |                                                                             |  |
| 13.01.2006         | 55  | '                                                      | Keeper Of The Reaper                           | Ni s-a arătat în sfârșit că ea e atât de rea încât nimănui nu-i place de ea |  |
|                    |     |                                                        |                                                |                                                                             |  |
| 27.01.2006         | 56  | Primitivi moderni                                      | Modern Primitives                              | niciunul                                                                    |  |
| 27.01.2006         | 56  | '                                                      | Giant Billy And Mandy All Out Attack           | Obsedat de control/Rol de antagonist                                        |  |
|                    |     |                                                        |                                                |                                                                             |  |
| 20.03.2006         | 57  | '                                                      | The Wrongest Yard                              | niciunul                                                                    |  |
| 20.03.2006         | 57  |                                                        | Druid, Where’s My Car?                         | niciunul                                                                    |  |
|                    |     |                                                        |                                                |                                                                             |  |
| 21.03.2006         | 58  | '                                                      | Herbicidal Maniac                              | niciunul                                                                    |  |
| 21.03.2006         | 58  |                                                        | Chaos Theory                                   | niciunul                                                                    |  |
|                    |     |                                                        |                                                |                                                                             |  |
| 20.01.2006         | 59  | '                                                      | The Love That Dare Not To Speak Its Name       | Rol de antagonist                                                           |  |
| 20.01.2006         | 59  | Brânză majoră                                          | Major Cheese                                   | niciunul                                                                    |  |
|                    |     |                                                        |                                                |                                                                             |  |
| 22.03.2006         | 60  | O zi neagră                                            | A Grim Day                                     | niciunul                                                                    |  |
| 22.03.2006         | 60  |                                                        | Pandora’s Lunch Box                            | Amenințare cu moartea                                                       |  |
|                    |     |                                                        |                                                |                                                                             |  |
| 23.03.2006         | 61  | Billy și Mandy contra marțienii                        | Billy And Mandy Vs. The Martians               | niciunul                                                                    |  |
|                    |     |                                                        |                                                |                                                                             |  |
| 12.05.2006         | 62  | '                                                      | Dumb-Dumbs And Dragons                         | niciunul                                                                    |  |
| 12.05.2006         | 62  |                                                        | Fear And Loathing In Endsville                 | niciunul                                                                    |  |
|                    |     |                                                        |                                                |                                                                             |  |
| 05.06.2006         | 63  | '                                                      | Dad Day Afternoon                              | niciunul                                                                    |  |
| 05.06.2006         | 63  |                                                        | Scary Poppins                                  | Antagonistul principal                                                      |  |
|                    |     |                                                        |                                                |                                                                             |  |
| 10.07.2006         | 64  | '                                                      | Hurter Monkey                                  | Răutate                                                                     |  |
|                    |     |                                                        |                                                |                                                                             |  |
| 10.07.2006         | 65  |                                                        | Goodbling and the Hip-Hop-Opotamus             | niciunul                                                                    |  |
|                    |     |                                                        |                                                |                                                                             |  |
| 24.07.2006         | 66  | Mandy păianjen                                         | Spidermandy                                    | Răutate                                                                     |  |
| 24.07.2006         | 66  |                                                        | Be A-Fred, Be Very A-Fred                      | Răutate                                                                     |  |
|                    |     |                                                        |                                                |                                                                             |  |
| 09.08.2006         | 67  | Unicornul cras                                         | The Crass Unicorn                              | Răutate                                                                     |  |
| 09.08.2006         | 67  | '                                                      | Billy & Mandy Begins                           | Răutate                                                                     |  |
|                    |     |                                                        |                                                |                                                                             |  |
| SEZONUL 6          |     |                                                        |                                                |                                                                             |  |
|                    |     |                                                        |                                                |                                                                             |  |
| 06.10.2006         | 68  | Totul se strică                                        | Everything Breaks                              | Răutate                                                                     |  |
| 06.10.2006         | 68  | Spectacolul care nu îndraznea să-și spună numele       | The Show That Dare Not Speak Its Name          | Răutate                                                                     |  |
|                    |     |                                                        |                                                |                                                                             |  |
| 20.10.2006         | 69  | Clubul Secret al Șerpilor contra orei de sport         | The Secret Snake Club vs. P.E.                 | Agresiune                                                                   |  |
| 20.10.2006         | 69  | Regele Tootenputen                                     | King Tooten Pooten                             | Răutate                                                                     |  |
|                    |     |                                                        |                                                |                                                                             |  |
| 02.03.2007         | 70  | Billy ia un 10                                         | Billy Gets an „A”                              | Răutate                                                                     |  |
| 02.03.2007         | 70  | Yeti sau nu, vin acum                                  | Yeti or Not, Here I Come                       | Răutate                                                                     |  |
|                    |     |                                                        |                                                |                                                                             |  |
| 09.03.2007         | 71  | Pizza lui Nergal                                       | Nergal’s Pizza                                 | Răutate                                                                     |  |
| 09.03.2007         | 71  | Hei, ce faci apici?                                    | Hey, Water You Doing?                          | Răutate                                                                     |  |
|                    |     |                                                        |                                                |                                                                             |  |
| 16.03.2007         | 72  | Companie stai                                          | Company Halt                                   | Răutate                                                                     |  |
| 16.03.2007         | 72  | Proasta gestionare a furiei                            | Anger Mismanagement                            | Răutate                                                                     |  |
|                    |     |                                                        |                                                |                                                                             |  |
| 23.03.2007         | 73  | Coșmar umblător                                        | Waking Nightmare                               | Răutate                                                                     |  |
| 23.03.2007         | 73  | Feriți-vă de broscoiul din adâncuri                    | Beware of the Undertoad                        | Răutate                                                                     |  |
|                    |     |                                                        |                                                |                                                                             |  |
| 06.04.2007         | 74  | Cea mai gravisimă poveste de dragoste spusă vreodată   | The Most Greatest Love Story Ever Told Ever    | Instigator de răutate                                                       |  |
| 06.04.2007         | 74  | Detenție X                                             | Detention X                                    | Răutate                                                                     |  |
|                    |     |                                                        |                                                |                                                                             |  |
| 28.05.2007         | 75  | '                                                      | Billy & Mandy Moon the Moon                    | niciunul                                                                    |  |
|                    |     |                                                        |                                                |                                                                             |  |
| 21.09.2007         | 76  | Să moară Dracula                                       | Dracula Must Die                               | Răutate                                                                     |  |
| 21.09.2007         | 76  | Legende fantastice                                     | Short Tall Tales                               | niciunul                                                                    |  |
|                    |     |                                                        |                                                |                                                                             |  |
| 28.09.2007         | 77  | Nigel Planter si ordinul alunilor                      | Nigel Planter and the Order of the Peanuts     | niciunul                                                                    |  |
| 28.09.2007         | 77  | Mandy se micșorează                                    | The Incredible Shrinking Mandy                 | Răutate                                                                     |  |
|                    |     |                                                        |                                                |                                                                             |  |
| 09.11.2007         | 78  | El dia de los Muertos Stupidos                         | El dia de los Muertos Stupidos                 | Furt                                                                        |  |
| 09.11.2007         | 78  | Foc la inimă                                           | Heartburn                                      | Răutate                                                                     |  |
|                    |     |                                                        |                                                |                                                                             |  |
| FILME              |     |                                                        |                                                |                                                                             |  |
|                    |     |                                                        |                                                |                                                                             |  |
| 02.12.2005         | F1  | Billy și Mandy salvează Crăciunul                      | Billy & Mandy Save Christmas                   | niciunul                                                                    |  |
|                    |     |                                                        |                                                |                                                                             |  |
| 30.03.2007         | F2  | Aventurile lui Billy și Mandy cu Bau-Bau               | Billy & Mandy’s Big Boogey Adventure           | Răutate                                                                     |  |
|                    |     |                                                        |                                                |                                                                             |  |
| 06.07.2007         | F3  | Mânia reginei păianjenilor                             | Wrath of the Spider Queen                      | Răutate                                                                     |  |
|                    |     |                                                        |                                                |                                                                             |  |
| 12.10.2008         | F4  | '                                                      | Underfist: Halloween Bash                      | niciunul                                                                    |  |
|                    |     |                                                        |                                                |                                                                             |  |
| EPISOD CROSSOVER   |     |                                                        |                                                |                                                                             |  |
|                    |     |                                                        |                                                |                                                                             |  |
| 11.11.2007         | S5  | Negrele aventuri ale Clanului Nebunaticilor de Alături | The Grim Adventures of Kids Next Door          | Răutate                                                                     |  |
|                    |     |                                                        |                                                |                                                                             |  |